# Turmhügel Grünbach
Der Turmhügel Grünbach befindet sich in dem gleichnamigen Gemeindeteil Grünbach des niederbayerischen Marktes Reisbach im Landkreis Dingolfing-Landau. Der Turmhügel (Motte) liegt ca. 90 m nordöstlich von dem Ortskern von Grünbach bzw. 550 m südöstlich von dem Burgstall Schlossberg (Reisbach). Er wird als Bodendenkmal unter der Aktennummer D-2-7341-0133 im Bayernatlas als „Turmhügel des Mittelalters“ geführt. Erwähnenswert ist noch ein weiterer abgegangener Burgstall im benachbarten Ortsteil Untergries, der im Bayernatlas als Bodendenkmal unter der Aktennummer D-2-7341-0131 als „weitgehend verebneter Burgstall des Mittelalters“ genannt wird, aber sonst keine Erwähnung findet.

## Beschreibung
Auf einem leicht spornartig auslaufenden Osthang eines Nebentales der Vils ragt ein etwa mannshoher, mit Buschwerk bewachsener Hügel empor. Sein kreisrundes Plateau besitzt einen Durchmesser von 20 m. Auf diesem befindet sich ein 1,5 m tiefes Eingrabungsloch und noch eine rezente rechteckige Eingrabung von 2 × 3 m. Nach Norden ist keine Spur eines Abschnittsgrabens erkennbar, aber vom südwestlichen Fuß des Kegels zieht sich eine Böschung in südwestlich abfallender Richtung bis zum Rand einer 22 m entfernten Kiesgrube.